# 悪霊

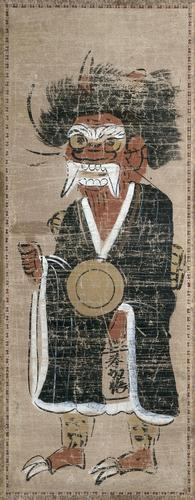
鬼、日本の神話悪霊の一種、江戸時代の絵画。

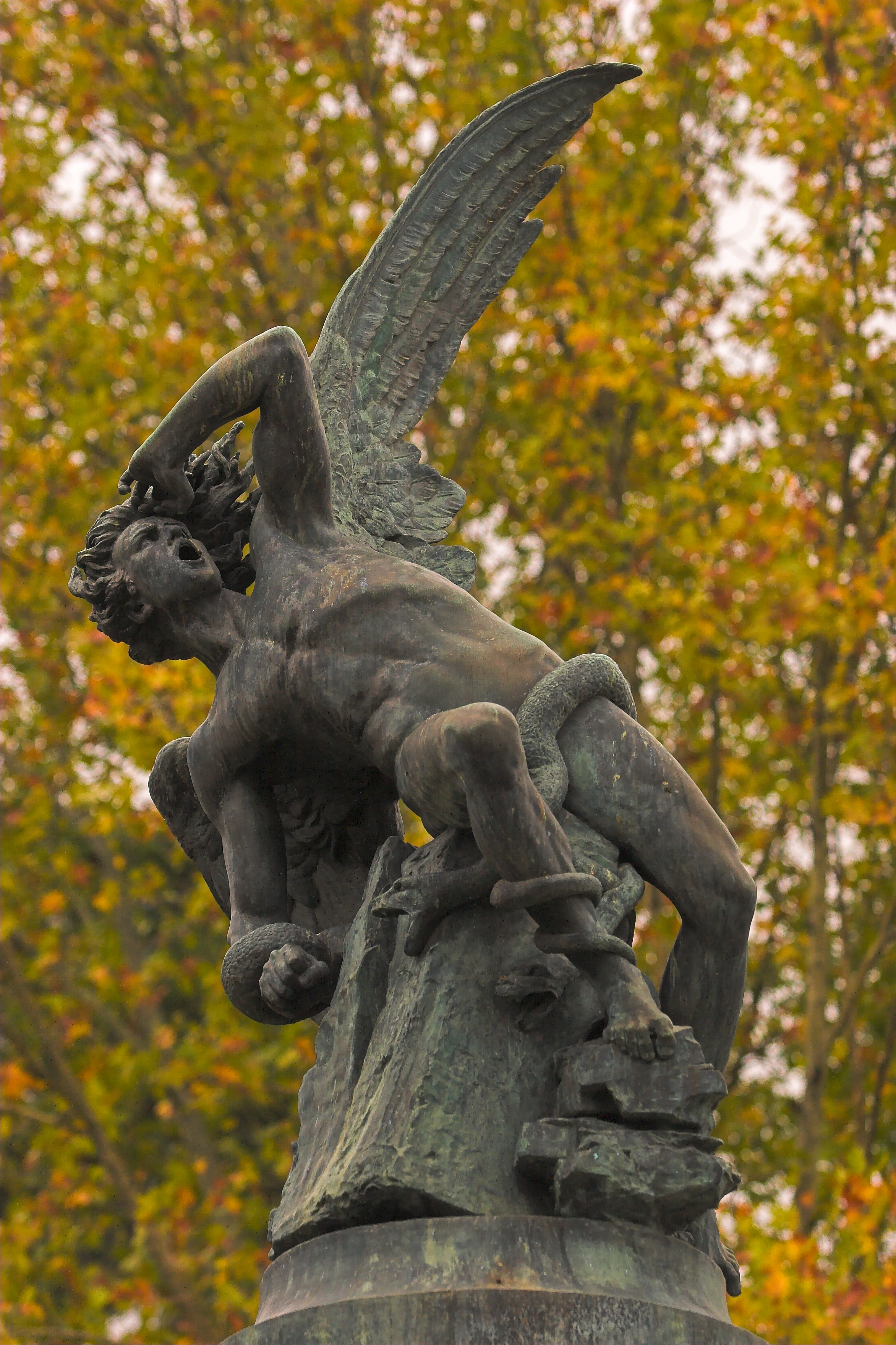
スペイン、マドリード、パルケ・デル・ブエン・レティーロの噴水で、堕天使の像。

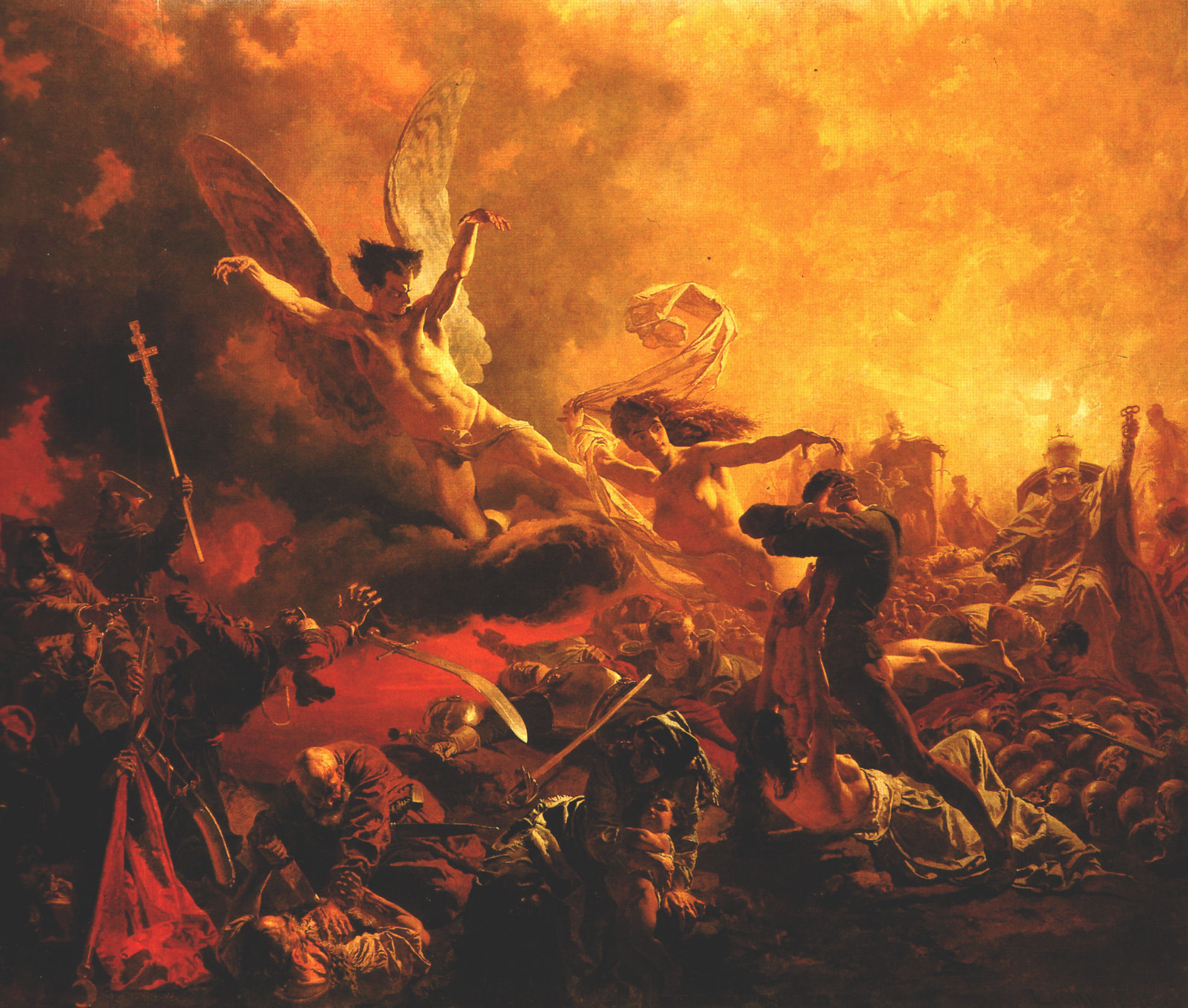
破壊の天才の勝利、ミハルス・ジシーの作品、1878年。

悪霊（あくりょう）また悪鬼 とは神話、宗教や小説における超自然的な悪しき霊。キリスト教や仏教など宗教ごとに意味は異なるほか地域ごとにも意味は異なる。たたりをする死霊を指す宗教もある。悪霊は、祟りや呪いによってわざわい（病気、不運など）の原因となると考えられているものである。
英語の「evil spirit」、ドイツ語の「böser Geist, Böse Geister」など、あるいは悪魔、（善神に対立する）悪神などにあたる概念が「悪霊」と翻訳される。

## 悪霊に対する文化
呪術師、神主、祈祷師などに、悪霊ばらい、禊（みそぎ）、祓い（はらい）を依頼するという習慣やしきたりは、東南アジア、インド、スリランカ、日本などのアジアをはじめアフリカ、中南米など世界各地に見られる。
霊に対し、善霊と悪霊の二元論が徹底しない曖昧な社会もある。一方、西欧のキリスト教のように悪霊を絶対的な悪の存在として一元化し、認識される場合もある。またキリスト教など憑依をするのは悪霊のみで聖霊が憑くことはないとする立場もあり（聖霊には「満たされる」や「導かれる」とあえて区別して表現する）、一神教的文化が支配的になった社会では「憑依」の概念が悪霊や異教徒の領域へと押し込められていったとする指摘がある。
歴史的には霊的対象と個別取引を行う信仰と世界宗教による普遍化の間に、葛藤・共存・融合がみられる。古ゲルマン社会は死者と生者との個別取引・直接交渉・直接対決を許容する文化で、死者が悪しき亡霊に変身した際には個々の対処が必要とされたが、キリスト教社会ではあらゆる災因がサタンや悪霊など絶対的な悪の属性をもつ存在に一元化され、これを神の力で排除するという枠組みに変化した。これに対して仏教では、怨霊を力ずくに調伏させるというより、経典読誦による供養を通して悪霊との和解を模索し鎮めるという、仏法の力による悪霊の救済の枠組みで捉えられる。

## 各宗教における悪霊

### キリスト教
聖書には、イエス・キリストが悪霊を追い出し、病を癒し、また弟子たちに悪霊を追い出す権威を授けたと書かれてある。教父のテルトゥリアヌス、アウグスティヌスは、異教の神々は堕落した御使いである悪霊だと説明している。カトリック教会には、エクソシスム、エクソシストがあり、プロテスタントでは悪霊追い出しと呼ばれる。サタンと悪霊は堕落した御使いという共通点があるが、サタンと悪霊は区別されている。この場合サタンは堕落した御使いの階級的頂点にある存在であり、悪霊はその手下を指している。ウェストミンスター信仰基準は全人類の始祖がサタンの悪巧みと誘惑にそそのかされて罪を犯し、堕落したために、人間は生まれながらにして怒りの子、サタンの奴隷であると告白する。福音派はノンクリスチャンがすべて悪魔の支配下にあり、宣教の働きは彼らを悪魔の支配下から神の支配下に移すことであると定義する。特に保守的福音派では悪霊の働きへの警戒と個々人の罪の自覚化か重視され、悪霊払い（exorcism）と罪の告白（confession）が霊体験の癒しの上で重視される。

### 仏教
仏教では因果の理法という普遍主義的原理の下で悪霊が捉えられる。例えば『法華験記』の「天王寺の別当道命阿闍梨」には「悪霊」に取りつかれた女性が登場するが、この悪霊は女性の死んだ夫で、生前に悪事を重ね、仏教的功徳を積まなかったため阿鼻地獄に落ちて苦しんでいるという構図になっている。この話では男が生前に一度だけ聞いた阿闍梨という高僧の読経が唯一の救いとなり、女性が阿闍梨を訪ねて読経してもらうと男は地獄から脱して蛇身に生まれ変わる。このように「悪霊」は必ずしも生者に対する怨みを晴らすために出てくる怨霊とされているわけではなく、仏教的理念のもとでは因果応報や追善回向などの普遍主義的原理の影響を受けている。